# ティンディ人

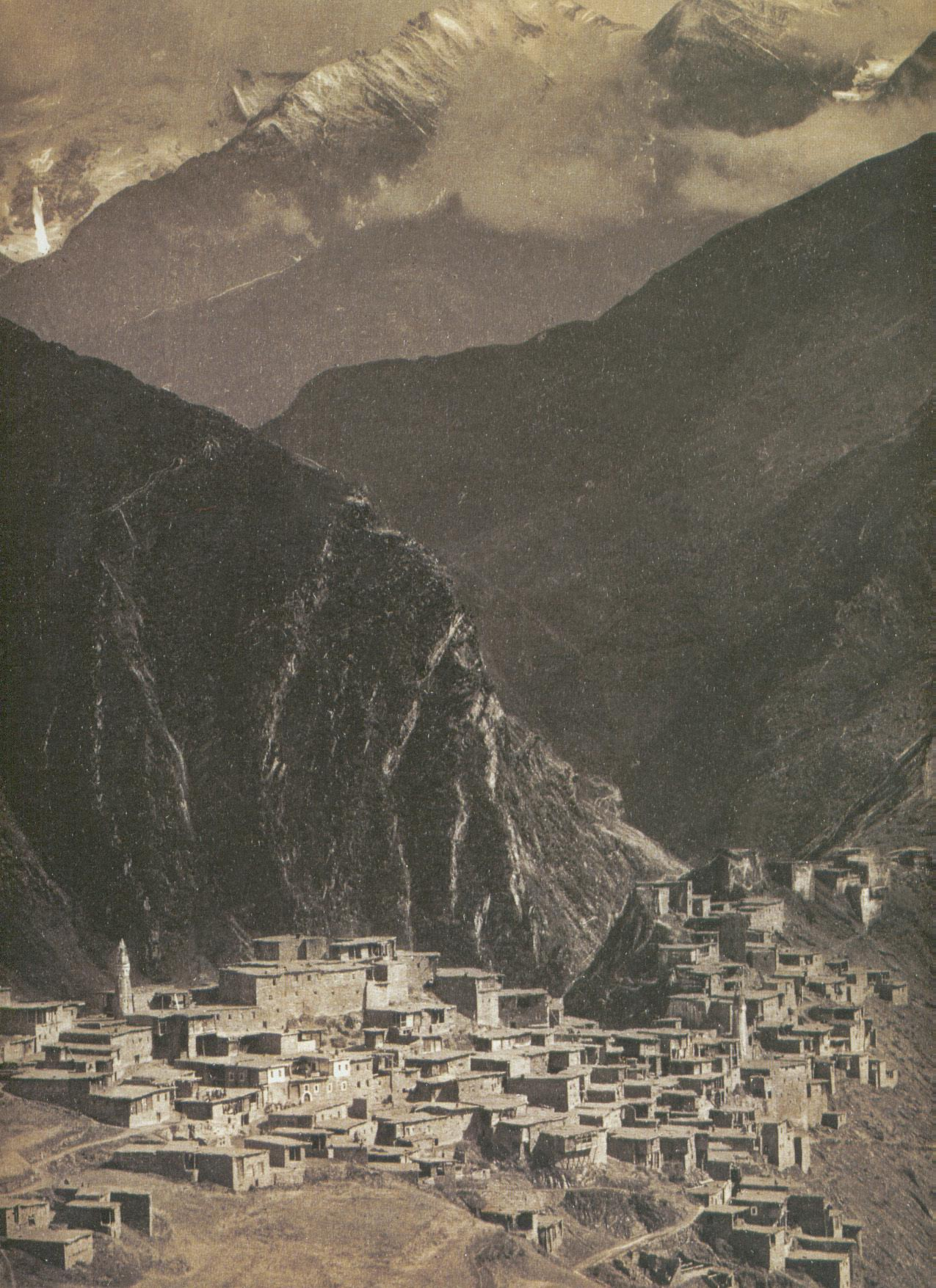
ティンディの村。1890年代後半 M. de Dechy による写真。

ティンディ人（ティンディじん、ティンディ語: идери , идарии , идарал ; アヴァル語: ТӀиндисел; ロシア語: Тиндинцы;  英語: Tindi people）とは、ロシア連邦のダゲスタン共和国に居住する少数民族である。
カフカースに住むアヴァール人の一派とされる。

## 概要
ダゲスタンのチュマジンスキー地区にあるティンディ村を含む周辺の5つの村に居住している。ティンディ人という名称もこの村の名前に由来する。
北東コーカサス語族のダゲスタン語派、アヴァル・アンディ諸語に属するティンディ語を話すが、その使用は家庭内に限定されており、減少が進んでいる。
殆どが8世紀または9世紀頃に伝わったイスラム教スンニ派を信仰する。ロシアの人口統計ではアヴァール人に含まれる。